# Mancomunidad del Río Izana
La Mancomunidad del Río Izana es una agrupación de 3 municipios pertenecientes a la comarca de Pinares Centro de la provincia de Soria (Castilla y León, España). 
Estos municipios son Tardelcuende, Matamala de Almazán y Quintana Redonda. 
Creada para optimizar la utilización de recursos y potenciar el desarrollo de la Comarca del Izana, crear un sistema de gestión medioambiental y fomentar un turismo basado en el interés del viajero en sus recursos naturales y culturales.
- Datos: Q5991251